# Моут, Фредерик
Фредерик Моут (англ. Frederick W. (Wade) "Fritz" Mote; 2 июня 1922, Плейнвью, Небраска — 10 февраля 2005, Орора) — американский синолог. Доктор философии (1954), эмерит-профессор Принстона, где преподавал 31 год, член Американского философского общества (2000).

## Биография
Родился четвертым в семье, где будет всего десятеро детей.
После зачисления в ВВС США в 1943 году — при этом по медицинским причинам он не смог пройти квалификацию для летной подготовки — то так как за год до того он прошел курс китайского языка в Университете Джорджа Вашингтона, потому будет направлен в воинское подразделение Гарварда заниматься тем же, станет изучать китайскую историю и культуру. Он будет зачислен в Управление стратегических служб — предшественницу ЦРУ — и в качестве унтер-офицера в 1944 отправлен в Китай, где прослужит до 1946 года и куда вернется после демобилизации весной того же года. Он стал одним из первых представителей Запада, поступивших в Нанкинский университет, где в 1948 году получит степень бакалавра по истории Китая.
Окончил также Гарвард как бакалавр в области истории Китая. Затем получил докторскую степень по синологии в Вашингтонском университете. В 1954-1955 годах исследователь-постдок в Национальном Тайваньском университете. Последующий год провел как преподаватель по обмену по программе Фулбрайта в Лейденском университете в Нидерландах.
С 1956 по 1987 год работал в Принстоне, куда устроился первоначально ассистент-профессором китайских истории и цивилизации. С 1959 года ассоциированный профессор, с 1963 года фул-профессор. С 1987 года в отставке. Основатель там кафедры восточноазиатских исследований.
Вместе с японистом Marius B. Jansen они были ключевыми фигурами в развитии исследований указанного направления в Принстоне в 1960—1970-х годах. В 1966-1974 годах Моут руководил там получившей высокое признание программой китайской лингвистики. Он сооснователь Комитета по научным связям с Китайской Народной Республикой и в 1974-1978 годах возглавлял Комитет по изучению китайской цивилизации Американского совета научных обществ. С 1963 по 1965 год советник Министерства образования Таиланда. Умер после продолжительной болезни (по онкологии). Дважды стипендиат Гуггенхайма (1968, 1987).
Специалист по политической и социальной истории позднейшей имперской эпохи, с особым акцентом на династиях Юань и Мин. Автор, редактор и переводчик множества книг, научных статей и эссе. Редактор Кембриджской истории Китая, автор статей для Кембриджской энциклопедии Китая. Последняя книга, плод раздумий всей его жизни — «Imperial China 900—1800» (Harvard University Press, 1999) — представляет собой всесторонний обзор указанного периода китайской истории.
Существует мемориальная лекция его имени. Женился в 1950.